# Marion Kracht
Marion Bettina Kracht, née le 5 décembre 1962 à Munich, est une actrice allemande.

## Biographie et carrière
Elle est la fille du dramaturge et auteur Fritz-André Kracht. Elle vit à Berlin avec l'architecte Berthold Manns, elle a deux fils.
Déjà à l'âge de cinq ans, Marion Kracht était devant la caméra pour présenter un téléfilm et des publicités. A14 ans, elle joue un rôle dans l'adaptation télévisée du roman de Thomas Mann, Les Buddenbrook.
De 1982 à 1984, elle suit des cours de théâtre à Munich et en 1988, elle fréquente l'école d'art dramatique Herbert Berghoff à New York. En outre, elle termine, de 1991 à 1995, une formation à l’improvisation théâtrale avec Keith Johnstone à Berlin. À partir de 1998, elle prend des cours de projection de voix avec Annette Goeres et en 2004, elle complète un coaching avec Jens Roth.
Marion Kracht entame ses rôles-titre dans la série télévisée allemande Christian et Christiane. A ce jour, elle a joué plus de 100 rôles différents (séries télévisées, cinéma, théâtre). Elle incarne notamment la psychologue Sophie Lauers dans la série Derrick .

## Engagement social
Marion Kracht est, depuis 1992, membre du Conseil d'administration de l’association Plan International, vice-présidente de la Fair Play Stiftung , membre de soutien à la Berliner Tafel. Elle a aussi parrainé l’action Biobrotbox (2009-2011), association qui promeut le petit-déjeuner complet pour l’enfant . L'activiste du climat est végétalienne , (à quelques exceptions près) depuis plus de 20 ans .

## Filmographie (sélection)
- 1975 : Das chinesische Wunder de Wolfgang Liebeneiner
- 1975 : Lady Dracula de Franz Josef Gottlieb : Barbara, petite fille
- 1978 : Deux Heures de colle pour un baiser (Leidenschaftliche Blümchen) d'André Farwagi : Jane
- 1978-1979 : Unternehmen Rentnerkommune (5 épisodes) : Dagmar Nowak
- 1976–1979 : Die Buddenbrooks : Das neue Haus :Tony
- 1980 : Die Undankbare de Franz Josef Wild : Thekla
- 1982 : Christian et Christiane (14 épisodes) : Christiane Merkle
- 1984 : Das Geschenk de Marcus Scholz : Monika Schmelzer
- 1985-1994 : Diese Drombuschs (30 épisodes) : Tina Drombuschs
- 1985 : Derrick : Nuit blanche (Lange Nacht für Derrick) : Roberta Bomann
- 1985-1988 : La Clinique de la Forêt-Noire (5 épisodes) : Franziska Burgmann
- 1985-1989 : L'ami des bêtes (27 épisodes) : Lisa Bayer
- 1986 : Derrick : Carmen (Das absolute Ende) : Herta Kolka
- 1988 : Derrick : Fin d'une illusion (Das Ende einer Illusion) : Paula Bertram
- 1989 : Derrick : La vengeance (Rachefeldzug) : Katharina Wiegand
- 1994 : Derrick : Dîner avec Bruno (Abendessen mit Bruno) : Sophie Lauers
- 1994-2000 : De Havelkaiser (11 épisodes) : Jette Kaiser
- 1995 : Derrick : Dialogue avec un meurtrier (Die Ungerührtheit der Mörder) : Sophie Lauers
- 1996 : Derrick : Soumission (Bleichröder ist tot) : Sophie Lauers
- 1997 : Derrick : Les portes de l'enfer (Hölle im Kopf) : Sophie Lauers
- 1998 : Derrick : Anna Lakowski : Sophie Lauers
- 2000 : Siska : Une belle amitié (Sonias Freund) : Irene Sander
- 2001-2006 : Hallo Robbie ! (46 épisodes) : Mme Marten
- 2004 : En quête de preuves : La fille perdue (Die Verlorene Tochter) : Ursula Frank
- 2004 : Siska : Un cœur pour Sabine (Solange das Herz schlägt) : L’interprète
- 2005 : SOKO Kitzbühel : Aus der Stille kommt der Tod : Anita Brock
- 2005-2009 : Familie Sonnenfeld (9 épisodes) : Christina Sonnenfeld

- 2007 : Mon Führer - La vraie véritable histoire d’Adolf Hitler de Dani Levy : Riefenstahl
- 2007-2008 : Ein Fall für Nadja (6 épisodes) : Nadja Paulsen
- 2007 : SOKO Wismar : Nasser Tod : Marlies Nissen
- 2009 : SOKO Köln : Tod im Zoo : le Dr Buchwald
- 2009 : 30 Karat Liebe de John Delbreidge : Julia Sandberg
- 2010 : L’enfant du bonheur de John Delbridge : Antonia Hellmann
- 2012 : Stolberg : Der Mann, der weint : Peggy Khelmann
- 2012 : SOKO Stuttgart : Bis zur letzten Rille : Thea Becker
- 2015-2019 : Dr Klein (17 épisodes) : Le Dr Sybille Vetter
- 2016 : SOKO Wismar : Der Dicke : Elke Senfft
- 2017 : Babylon Berlin (trois épisodes) : Janicke
- 2020 : Schlaf de Michael Venus : Lore

## Engagements théâtraux
- Contra-Kreis-Theater de Bonn
- Renaissance-Theater de Berlin
- Theater am Kurfürstendamm de Berlin
- Kleine Komödie de Munich
- Festival de Bad Hersfeld
- Theatergastspiele Kempf de Munich
- Komödie Winterhuder Fährhaus de Hambourg